# Biphobie

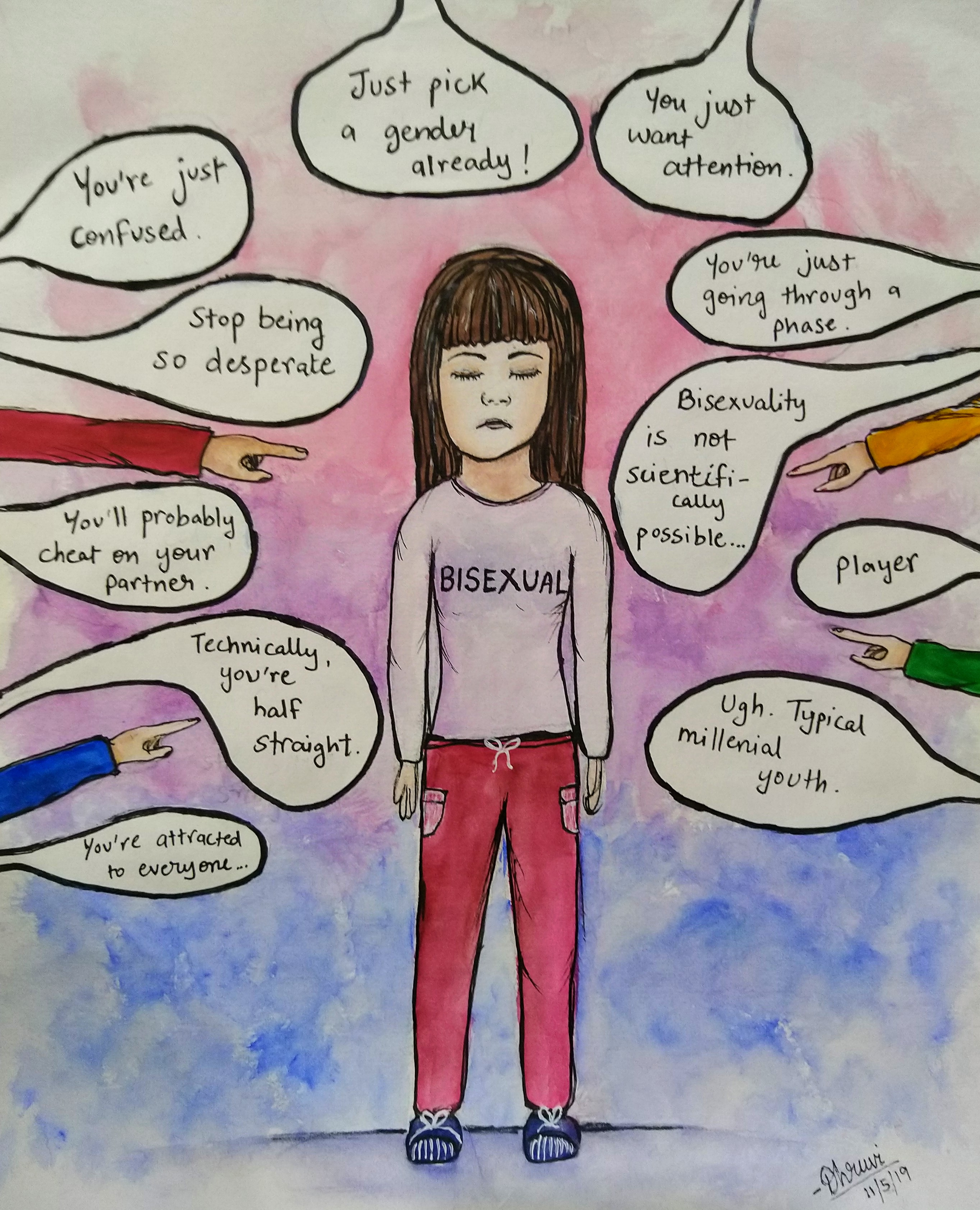
Exemples types d'expressions discriminantes utilisées contre les personnes bisexuelles (en anglais). Traductions en commençant en bas à gauche, et en parcourant l'image dans le sens horaire:
-"T'es attirée par tout le monde..."
-"Techniquement, tu es à moitié hétérosexuelle."
-"Tu vas surement tromper ton/ta conjoint(e)."
-"Arrête d'être aussi désespérée."
-"Tu es juste troublée."
-"Choisis simplement un genre enfin !"
-"Tu veux juste de l'attention."
-"Tu passes tout simplement par une phase."
-"La bisexualité n'est pas scientifiquement possible..."
-"Joueuse. (Dans le sens d'une personne volage)"
-"Hmph. Une membre typique de la génération Y."

La biphobie (mot-valise formé sur le modèle du mot homophobie) est une discrimination qui désigne les manifestations de mépris, rejet, et haine envers des personnes ou des pratiques bisexuelles ou apparentées. L'une des manifestations de la biphobie consiste à considérer que la bisexualité n'existe pas réellement. La biphobie se rencontre à la fois venant de personnes hétérosexuelles ou homosexuelles.

## Négation de l'existence de la bisexualité
Une des manifestations de la biphobie consiste à considérer que la bisexualité n'existe pas,,,,, c'est-à-dire considérer qu'on ne peut être qu'hétérosexuel ou homosexuel. La revendication de personnes à se définir comme bisexuelles est alors considérée comme un phénomène de mode,. D'après des études américaines et françaises, près de 15 % des personnes estiment que la bisexualité est une orientation sexuelle « non légitime. »
L'orientation sexuelle « véritable » est alors censée être l'homosexualité, que l'individu bisexuel est supposé refouler ou ne pas assumer ouvertement. À titre d'illustration, une telle conception a par exemple été véhiculée à la suite de l'annonce de l'homosexualité du chanteur Mika, qui s'était longtemps présenté comme « bisexuel », qui a donné lieu à des commentaires dévalorisant comme « On le savait, il ne s’assumait pas vraiment. ».
La définition élargie de la biphobie conduit à des controverses au sein de la communauté LGBT, certains récusant par exemple le concept d'« homosexualité de circonstance », qui se manifeste en l'absence de partenaire de sexe opposé, par exemple en milieu carcéral. Ils l'accusent de renforcer l'homophobie et la biphobie en autorisant les personnes ayant eu des rapports sexuels dans un environnement monosexué à continuer à se définir comme hétérosexuelles.

## Préjugés généraux
Parmi les exemples de biphobie se trouvent les conceptions selon lesquelles les bisexuels sont autant attirés par les hommes que par les femmes, ou qu'un couple de personnes de même sexe est composé de personnes homosexuelles, et qu'un couple de personnes de sexes différents est constitué de personnes hétérosexuelles.
Robyn Ochs décrit longuement dans ses travaux sur la bisexualité la prévalence des stéréotypes courants concernant les personnes bisexuelles, souvent considérées et décrites comme sexuellement prolixtes, polygames, pratiquant échangisme, par nature instable et hésitantes dans leur orientation sexuelle et portées sur l'infidélité ou même accusées de répandre les maladies sexuellement transmissibles, notamment le SIDA.
Une étude faite en 2002 prétend que les hommes s'identifiant en tant que bisexuels réagissent différemment face à un matériel pornographique ne comprenant que des hommes et face au même type de matériel ne comprenant que des femmes. Ils montreraient quatre fois plus de réactions devant l'un ou l'autre des matériaux. Cependant, la bisexualité n'implique pas une attirance égale pour les deux sexes,. L'étude, et l'article du New York Times qui en parla en 2005, furent dénoncés comme défectueux et biphobes. Lynn Conway critiqua l'auteur de l'étude, J. Michael Bailey (en), citant son protocole controversé et montrant que l'étude n'a pas été scientifiquement répétée ni confirmée par des chercheurs indépendants.
Cette étude de 2002 est contredite par une seconde dirigée par le même Bailey. Cette seconde étude, elle aussi basée sur l'observation des réactions biologiques des sujets masculins face à des stimuli sexuels, met en évidence une spécificité des hommes bisexuels observés par rapport aux hommes hétérosexuels et homosexuels, sujets de cette même étude, et conclut sur l'impossibilité de choisir entre le résultat des deux études.
Dans les médias, la bisexualité des femmes est souvent associée à l'hypersexualisation de ces dernières, que ce soit en soulignant l'attractivité des personnes dans les articles rapportant leurs coming-out ou en célébrant la journée de la bisexualité par des « listes des bisexuelles les plus sexy. » De plus, la bisexualité féminine est souvent regardée comme n'étant qu'un moyen de susciter l'intérêt des hommes hétérosexuels, plutôt qu'une véritable orientation à part entière ce qui fait de la biphobie une double discrimination avec le sexisme.

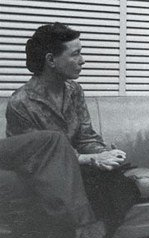
La philosophe Simone de Beauvoir a tenu cachées ses liaisons avec des femmes au profit de sa relation médiatique avec Jean-Paul Sartre. L'historienne Marie-Jo Bonnet, spécialiste du lesbianisme, lui a reproché cette dissimulation comme un refus de penser l'homosexualité, particulièrement féminine.

## «Double discrimination»et biphobie dans les communautés homosexuelles
La bisexualité peut être à la fois dénigrée par les communautés homosexuelles et hétérosexuelles, SOS Homophobie parlant à ce propos de « double peine ». Par exemple, une personne bisexuelle en couple avec un homme ou une femme peut être suspectée de vouloir quitter la présente relation pour aller avec quelqu'un de « l'autre sexe ». Une des raisons de la biphobie chez les homosexuels peut être la conscience de leurs propres attirances hétérosexuelles, et donc la nécessité de faire un nouveau « coming-out », bisexuel, cette fois.
Parmi les homosexuels biphobes, la critique est que les bisexuels maintiennent leurs « privilèges » au sein de la communauté hétérosexuelle en collaborant avec elle, tandis qu'ils profitent également du mode de vie LGBT. Cette critique s'applique à la personne bisexuelle en couple hétérosexuel, n'ayant donc pas à subir l'homophobie au quotidien et pouvant se marier et avoir des enfants facilement, mais ayant des aventures homosexuelles cachées.[réf. nécessaire]
Selon eux, l'existence d'une biphobie ne pourrait exister et s'apparenterait à une forme de victimisation de la part des personnes bisexuelles. Ils[Qui ?] soutiennent la thèse que l'on ne pourrait souffrir de ces propres privilèges (c'est-à-dire qu'être dans une relation hétérosexuelle reste bien un privilège avant tout et non une oppression dans les faits). De même, l'homophobie et la fétichisation des lesbiennes est également un facteur à prendre en compte dans le rejet des personnes bi, les minorités gays et lesbiennes cherchent avant tout à se protéger et à se centrer sur leurs propres vécus et/ou discriminations, qui diffèrent radicalement des bisexuelles[réf. nécessaire]. Ainsi, selon leur point de vue[Qui ?], la communauté homosexuelle reste indépendante du groupe bisexuel et cherche à se protéger des agressions homophobes, en se centrant sur leur propre communauté, qui n'intègre pas la norme hétérosexuelle[réf. nécessaire]. L'invisibilité des personnes bisexuelles est donc remise en question et doit être nuancée, car malgré tout, ils peuvent s'identifier aux représentations hétérosexuelles (relation homme/femme) dans laquelle s'intègre leur sexualité, ce qui n'est pas le cas des personnes homosexuelles qui en sont rejetés catégoriquement[réf. nécessaire]. 
Selon la définition élargie de la biphobie, qui comprend l'occultation de la bisexualité, une partie des bisexuels eux-mêmes seraient biphobes en ne se reconnaissant pas dans l'identité "bisexuelle", puisque deux études de 1992 et 1996 montrent que l'identité perçue (ou déclarée) ne concorde pas en général avec le comportement sexuel réel, avec respectivement 31,4 % et 38 % seulement des personnes des échantillons étudiés de pratiquants bisexuels se considérant eux-mêmes comme bisexuels.

## Études sur la biphobie
Il n'existe de manière générale que peu d'articles scientifiques publiés sur le thème de la bisexualité et de la biphobie.
En 2013, pour la première fois en France, l'association SOS Homophobie publie dans son rapport annuel une rubrique sur la biphobie avec des statistiques issues des signalements reçus.
Les résultats d'une enquête réalisée en France en 2018 par l'association Bi'Cause avec le Mag, Fiertés, les Actupiennes et SOS Homophobie mettent en évidence une invisibilisation des personnes bisexuelles ou pansexuelles, qui craignent de révéler leur orientation sexuelle à leur entourage, au travail ou aux membres du milieu médical.
Une étude de 2019 met en évidence une plus forte tendances des personnes bisexuelles à la dépression, l'anxiété et aux problèmes de santé psychique que les personnes homosexuelles ou hétérosexuelles, l'invisibilité, le fait d'être "out" et l'occultation étant liés.